# 연천 숭의전 제례
연천 숭의전 제례는 대한민국 경기도 연천군 미산면 아미리, 숭의전에서 봉행되는 제례이다. 2014년 12월 9일 연천군의 향토문화재 제25호로 지정되었다.

## 개요
개성왕씨 종중과 16공신의 후손들이 태조 왕건 등 4왕과 충신들에게 올리는 제례로 4월과 10월에 봉행된다.

## 같이 보기
- 연천 숭의전지 - 사적 제223호